# Blechnum palmiforme
Blechnum palmiforme är en kambräkenväxtart som först beskrevs av Thou., och fick sitt nu gällande namn av Carl Frederik Albert Christensen. Blechnum palmiforme ingår i släktet Blechnum och familjen Blechnaceae. Inga underarter finns listade.

## Bildgalleri

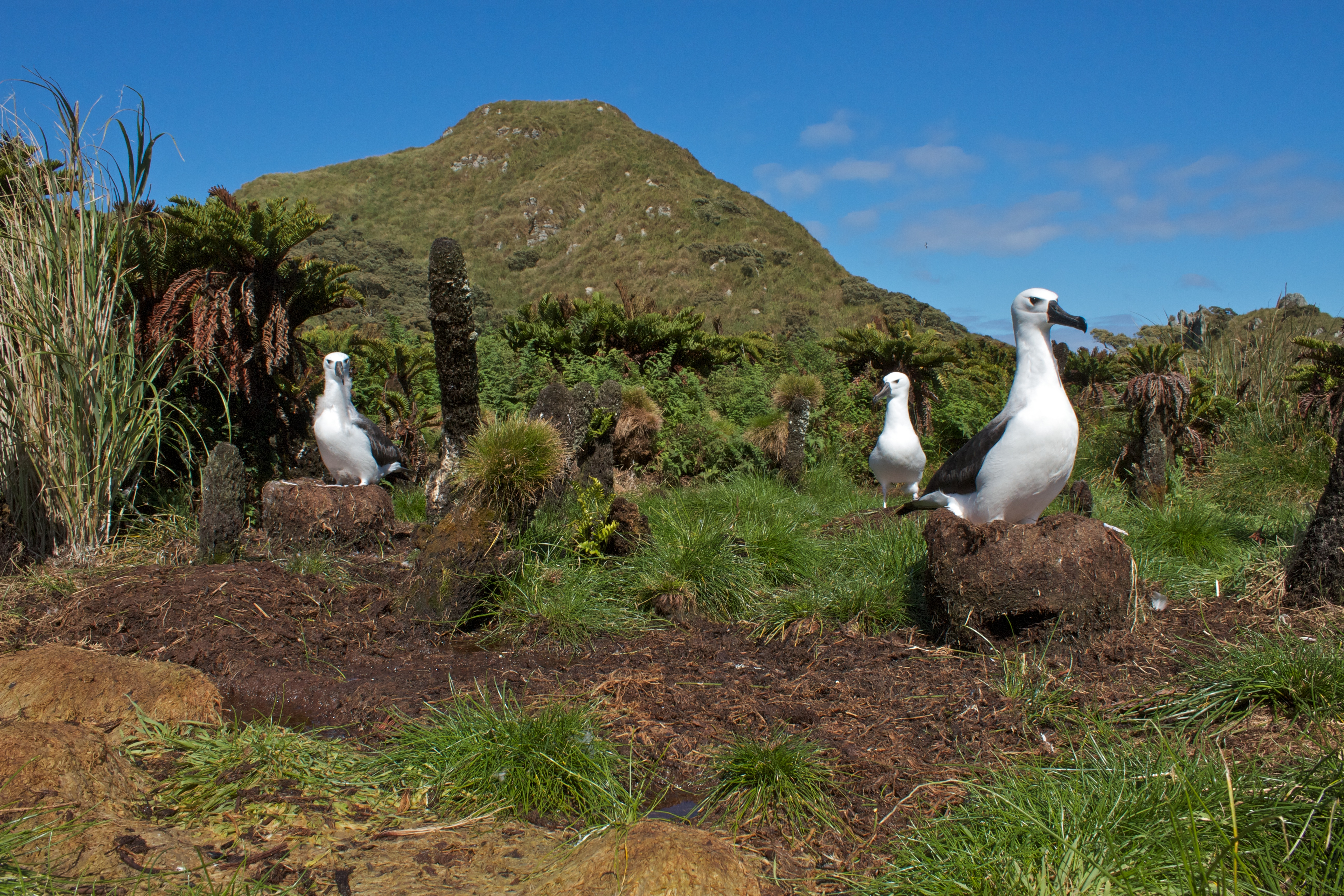
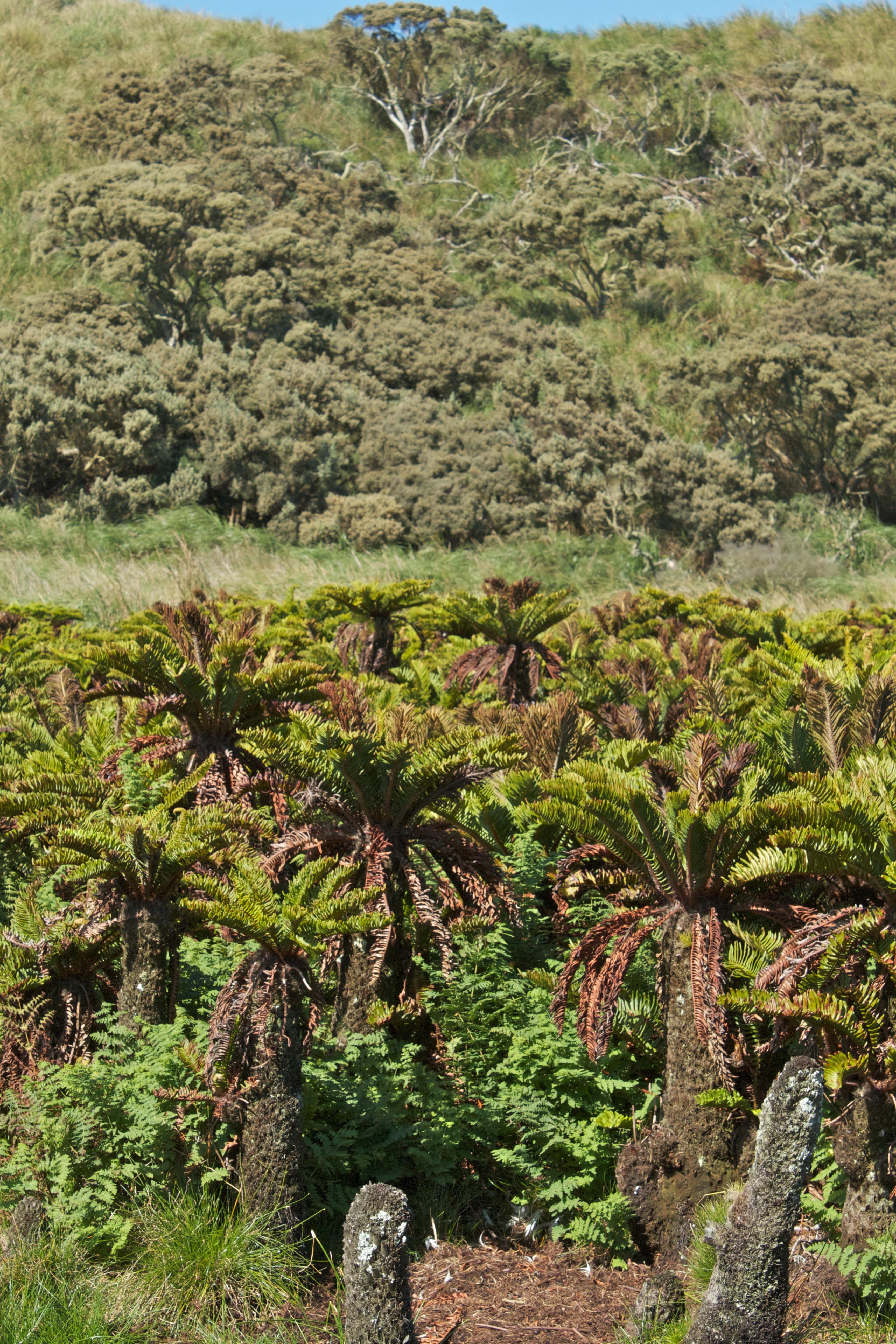
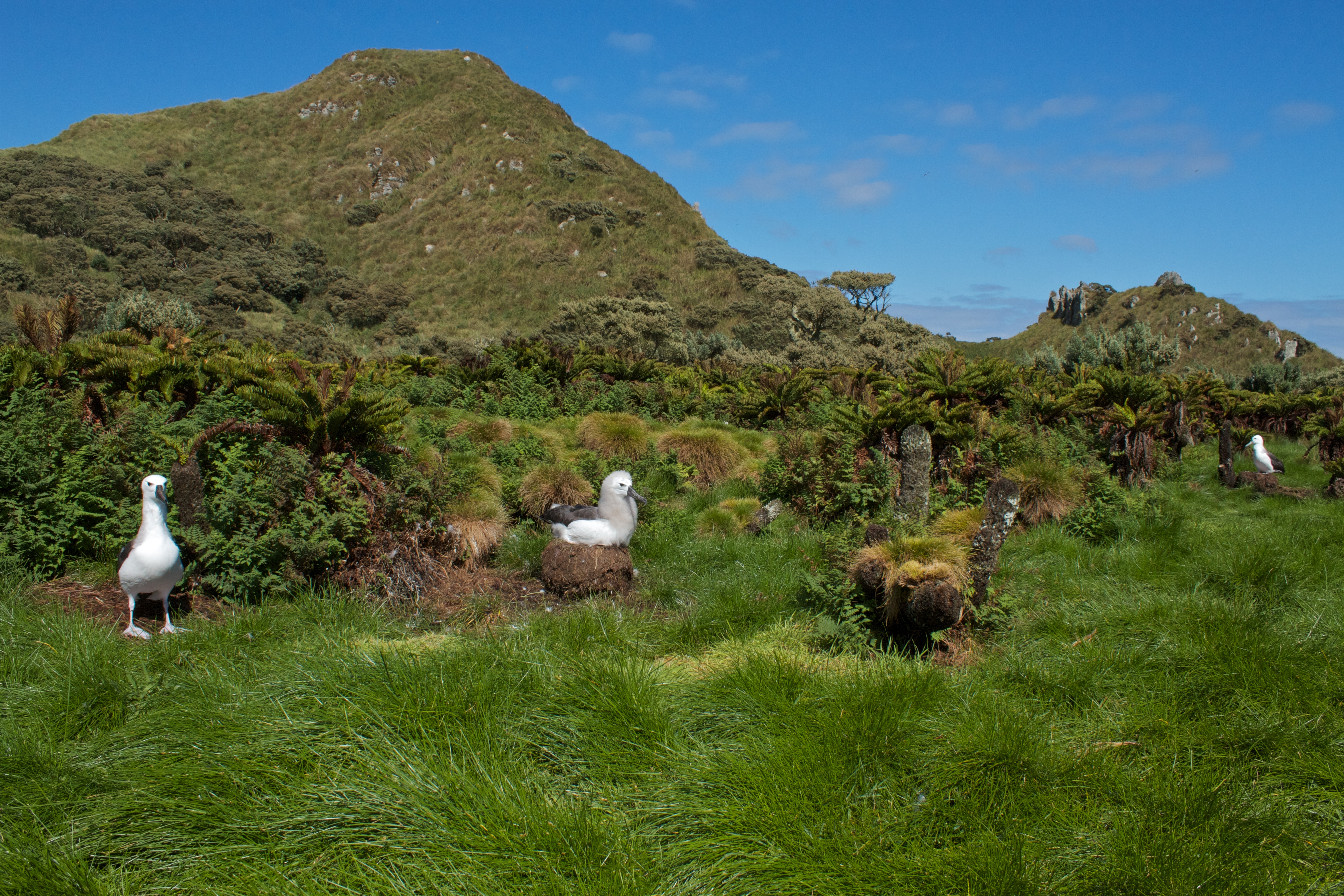